# عباس أباد (بام وصفي أباد)
عباس أباد (بالفارسية: عباس‌آباد) هي مستوطنة تقع في قسم صفي آباد الريفي (مقاطعة إسفراين) في إيران. يقدر عدد سكانها بـ 279 نسمة .